# Lezioni di chimica
Lezioni di chimica (Lessons in Chemistry) è una miniserie televisiva statunitense ideata da Lee Eisenberg, tratta dall'omonimo romanzo di Bonnie Garmus. Vede Brie Larson nel ruolo della chimica Elizabeth Zott che inizia a presentare un programma di cucina nell'America degli anni '60. La miniserie è stata distribuita da Apple TV+ dal 13 ottobre al 22 novembre 2023.

## Trama
Dopo essere stata licenziata dal suo lavoro come tecnico di laboratorio, la chimica Elizabeth Zott utilizza il suo nuovo impiego come presentatrice in un programma televisivo di cucina, intitolato Supper at Six, per educare le casalinghe su argomenti scientifici.

## Puntate
| nº | Titolo originale          | Titolo italiano          | Pubblicazione    |
| -- | ------------------------- | ------------------------ | ---------------- |
| 1  | Little Miss Hastings      | La piccola Miss Hastings | 13 ottobre 2023  |
| 2  | Her and Him               | Lei e lui                | 13 ottobre 2023  |
| 3  | Living Dead Things        | Cose morte viventi       | 20 ottobre 2023  |
| 4  | Primitive Instinct        | Istinto primordiale      | 27 ottobre 2023  |
| 5  | CH3COOH                   | CH3COOH                  | 3 novembre 2023  |
| 6  | Poirot                    | Poirot                   | 10 novembre 2023 |
| 7  | Book of Calvin            | Il libro di Calvin       | 17 novembre 2023 |
| 8  | Introduction to Chemistry | Il cerchio si chiude     | 22 novembre 2023 |

## Produzione
Nel gennaio 2021 è stato annunciato che Apple Studios avrebbe prodotto un adattamento televisivo del romanzo di Bonnie Garmus con Brie Larson come protagonista e produttrice esecutiva. La produzione della miniserie è iniziata nell'agosto 2022, con Lewis Pullman, Aja Naomi King, Stephanie Koenig, Patrick Walker, Thomas Mann, Kevin Sussman e Beau Bridges che sono entrati nel cast.

## Accoglienza

### Critica
La miniserie ha ricevuto recensioni positive dalla critica. Rotten Tomatoes riporta l'84% delle recensioni professionali positive basato su 69 critiche. Il consenso critico del sito web indica: «Toccando diversi argomenti sensibili e beneficiando immensamente di un pizzico perfetto di Brie Larson, gli ambiziosi ingredienti di Lezioni di chimica portano a un intrattenimento soddisfacente.» Metacritic, invece, ha assegnato un punteggio di 68 su 100 basato su 30 recensioni, indicando "recensioni generalmente favorevoli".

## Riconoscimenti
- 2024 – Golden Globe[6]
  - Candidatura per la miglior miniserie o film per la televisione
  - Candidatura per la miglior attrice in una mini-serie o film per la televisione a Brie Larson
- 2024 – Premio Emmy[7]
  - Candidatura alla miglior miniserie o serie antologica
  - Candidatura alla miglior attrice in una miniserie, serie antologica o film TV a Brie Larson
  - Candidatura al miglior attore in una miniserie, serie antologica o film TV a Lewis Pullman per la puntata Lei e lui
  - Candidatura alla miglior attrice in una miniserie, serie antologica o film TV a Aja Naomi King per la puntata Poirot
  - Candidatura alla miglior regia in una miniserie, serie antologica o film TV a Millicent Shelton per la puntata Poirot
- 2024 – Primetime Creative Arts Emmy Awards[7][8]
  - Miglior composizione musicale in una miniserie, serie antologica, film TV o speciale a Carlos Rafael Rivera per la puntata Il libro di Calvin
  - Candidatura alla miglior fotografia in una miniserie, serie antologica o film TV a Zachary Galler per la puntata La piccola Miss Hastings
  - Candidatura ai miglior costumi a Mirren Gordon-Crozier, Jen Kennedy e Kelli Hagen per la puntata La piccola Miss Hastings
  - Candidatura alla miglior progettazione per una sigla a Hazel Baird, Rob Cawdery, Ben Jones e Phil Davies
  - Candidatura alla miglior sigla musicale originale per una sigla a Carlos Rafael Rivera